# 凯利·科尔曼
凯利·“金”·科尔曼（英語：Kelly "King" Coleman，1938年9月21日—2019年6月16日），美国前职业篮球运动员。他在1960年NBA选秀中以第11顺位被纽约尼克斯队选中。